# Tanacetum aureum
Tanacetum aureum (пижмо золотисте) — вид рослин з роду пижмо (Tanacetum) й родини айстрових (Asteraceae). Етимологія: лат. aureus — «золотистий».

## Опис рослини
Багаторічна, сірувата від волосків рослина, (6)27–37(47) см заввишки, з коротким, повзучим, більш-менш розгалуженим кореневищем. Стебел кілька, рідше поодинокі, прямовисні або висхідні при основі, малолистяні, більш-менш розгалужені на верхівці. Листки сірувато-зелені, з дрібними залозками. Листки біля основи стебла завдовжки до 11(16) см, а вшир 3.5(4) см, 2-перисторозсічені, овально-ланцетні в обрисі; 12–16 пар первинних сегментів; 6–7 пар вторинних сегментів. Суцвіття — досить щільний простий щиток. Квіточки жовті. Сім'янки 1.5–2 × 0.5–0.8 мм, з 5–10 поздовжніми ребрами.

## Середовище проживання
Поширений на Кавказі (Азербайджан, Вірменія, Грузія, Росія), у північно-східній Туреччині, в Ірані й Іраку.